# クイ (小惑星)
盱眙（くい / シューイー、4360 Xuyi）は、小惑星帯に位置する小惑星である。南京市郊外の紫金山天文台で発見された。
南京から北に100kmほどのところにある、江蘇省淮安市の盱眙県に因んで名付けられた。